# خوليو سيزار فاسكيز
خوليو سيزار فاسكيز (بالإسبانية: Julio César Vásquez)‏ مواليد 13 يوليو 1965 في الأرجنتين، سانتا في، هو ملاكم سابق صنّف ضمن فئة وزن فوق المتوسط بدأ مسيرته الاحترافية سنة 1986.

## المسيرة الاحترافية
من نزالاته:
- خسر أمام برنل ويتيكر (04-03-1995).

## إحصائيات
خاض خلال مسيرته 82 نزالا، فاز في 68 وتعادل في 1 وخسر في 13. فاز بالضربة القاضية في 43 نزالا.

## روابط خارجية
- خوليو سيزار فاسكيز على موقع بوكس ريك (الإنجليزية) (registration required)